# Grosse Pointe (Michigan)
Grosse Pointe è una città della Contea di Wayne, nello Stato del Michigan. La popolazione nel 2010 era di 5 421 abitanti. Confina ad ovest con Grosse Pointe Park, a nord con Detroit ad est con Grosse Pointe Farms e a sud con lago St. Clair.